# جوزيف كوستا (سياسي)
جوزيف كوستا (بالإنجليزية: Joseph Costa)‏ هو طيار وسياسي أمريكي وبرتغالي، ولد في 22 فبراير 1909 في كانيكو في البرتغال، وتوفي في 11 نوفمبر 1998 في كورنينغ في الولايات المتحدة. في 1986 Brazilian parliamentary election ‏، انتخب عضو مجلس النواب البرازيلي ‏ عن دائرة Alagoas ‏.